# ゲオヴァナ・ペレス
ゲオヴァナ・デ・カッシア・ペレス（Geovana De Cassia Peres、1977年2月8日 - ）は、ニュージーランドの女子キックボクサー、元プロボクサー。ブラジル・ミナスジェライス州ブエノ・ブランダン出身。初代WBO女子世界ライトヘビー級王者。

## 来歴

### ボクサー時代
38歳の時にボクシングを始め、アマチュア時代にゴールデングローブを制した後にプロ転向。
2017年3月10日、サラ・ロング戦でプロデビューも判定負け。
2017年4月21日、Nailini Helu戦でプロ初勝利とともにNZNBF女子ライトヘビー級王座を獲得。
2019年3月30日、ラニ・ダニエルズと初代WBO女子世界ライトヘビー級王座を争い、3-0判定で世界王座獲得。
2019年10月4日、クレア・ハフナー相手に初防衛戦を行い、8回終了レフェリーストップで初防衛に成功。
2021年1月26日、引退表明。

### キックボクサー時代
2021年4月16日、アマチュアムエタイの試合に出場も敗戦。
2021年8月13日、プロキックデビューを判定勝利。

## 戦績
- プロ：9戦 8勝 1KO 1敗

## 獲得タイトル
プロボクシング
- 初代WBO女子世界ライトヘビー級王座